# Thunbergianthus quintasii
Thunbergianthus quintasii är en snyltrotsväxtart som beskrevs av Adolf Engler. Thunbergianthus quintasii ingår i släktet Thunbergianthus och familjen snyltrotsväxter. Inga underarter finns listade i Catalogue of Life.